# Franz Misteli
Franz Misteli, född den 11 mars 1841 i Solothurn, död den 6 oktober 1903 i Brunnen, Schwyz, var en schweizisk klassisk filolog och språkforskare.
Misteli studerade klassisk filologi vid universitetet i Zürich och var därefter verksam som lätare i latin och grekiska vid kantonsskolorna i Sankt Gallen och Solothurn. Från 1874 var han extra ordinarie professor i jämförande språkvetenskap vid universitetet i Basel, från 1877 ordinarie professor. Efter ett allvarligt slaganfall 1896 lämnade han 1898 sin professur. Han författade språkfilosofiska och språkpsykologiska verk.